# Rahon (Jura)
Rahon ist eine französische Gemeinde im Département Jura in der Region Bourgogne-Franche-Comté. Sie gehört zum Arrondissement Dole und zum Kanton Tavaux. Die Bewohner nennen sich Rahonnais.
Die Nachbargemeinden sind Gevry und Parcey im Norden, Nevy-lès-Dole im Osten, Le Deschaux und Villers-Robert im Süden, Saint-Baraing und Balaiseaux im Westen sowie Champdivers und Molay im Nordwesten.
Rahon wird von der Départementsstraße D31 durchquert.

## Bevölkerungsentwicklung
| Jahr                       | 1962 | 1968 | 1975 | 1982 | 1990 | 1999 | 2008 | 2017 |
| Einwohner                  | 361  | 356  | 367  | 395  | 444  | 472  | 526  | 508  |
| Quellen: Cassini und INSEE |      |      |      |      |      |      |      |      |